# 1957年モナコグランプリ
座標: 北緯43度44分4.74秒 東経7度25分16.8秒 / 北緯43.7346500度 東経7.421333度
1957年モナコグランプリ (1957 Monaco Grand Prix) は、1957年のF1世界選手権第2戦として、1957年5月19日にモンテカルロ市街地コースで開催された。

## レース概要
クーパーがコヴェントリー・クライマックスFPFエンジン（直列4気筒。元はこの年再開されたF2用だったが、F1向けに排気量を1.5Lから2.0Lにアップさせた）をミッドシップで搭載し、当レースから本格的にF1への参戦を開始した。
当レースからヴァンウォールをドライブするスターリング・モスが1周目に首位を奪うが、4周目のトンネル出口で多重事故が発生する。首位のモスがシケインのバリアに突っ込みクラッシュし、背後のピーター・コリンズがそれを避けようとして、シケイン出口の木製バリケードに突っ込んでストップした。コリンズがストップした際に跳ね上げた丸太がコース上に広がってしまい、そこにやって来たトニー・ブルックスが急ブレーキをかけたところにマイク・ホーソーンが追突した。ブルックスはレースに復帰できたが、モス、コリンズ、ホーソーンはリタイアに追い込まれた。その後方にいたファン・マヌエル・ファンジオはブルックスをかわしてトップに立ち、そのまま開幕2連勝を飾った。ブルックスはファンジオと同一ラップで2位をキープし、マステン・グレゴリーがF1デビュー戦で3位表彰台を獲得した。同じくF1デビュー戦となるスチュアート・ルイス＝エヴァンズは4位に入賞したが、所属するコンノートは資金難のためF1から撤退した。

## エントリーリスト
| No.     | ドライバー                                  | エントラント                               | コンストラクター | シャシー | エンジン                   | タイヤ |
| ------- | ------------------------------------------- | ------------------------------------------ | ---------------- | -------- | -------------------------- | ------ |
| 2       | マステン・グレゴリー                        | スクーデリア・セントロ・スッド             | マセラティ       | 250F     | マセラティ 250F1 2.5L L6   | P      |
| 4       | アンドレ・シモン                            | スクーデリア・セントロ・スッド             | マセラティ       | 250F     | マセラティ 250F1 2.5L L6   | P      |
| 6       | ロン・フロックハート                        | オーウェン・レーシング・オーガニゼーション | BRM              | P25      | BRM P25 2.5L L4            | D      |
| 8       | ロイ・サルヴァドーリ                        | オーウェン・レーシング・オーガニゼーション | BRM              | P25      | BRM P25 2.5L L4            | D      |
| 10      | スチュアート・ルイス＝エヴァンズ            | コンノート・エンジニアリング               | コンノート       | B        | アルタ GP 2.5L L4          | D      |
| 12      | アイヴァー・ビューブ                        | コンノート・エンジニアリング               | コンノート       | B        | アルタ GP 2.5L L4          | D      |
| 14      | ジャック・ブラバム                          | クーパー・カー・カンパニー                 | クーパー         | T43      | クライマックス FPF 2.0L L4 | A      |
| 16      | レス・レストン                              | クーパー・カー・カンパニー                 | クーパー         | T43      | クライマックス FPF 2.0L L4 | D      |
| 18      | スターリング・モス                          | ヴァンダーヴェル・プロダクツ・リミテッド   | ヴァンウォール   | VW5      | ヴァンウォール 254 2.5L L4 | P      |
| 20      | トニー・ブルックス                          | ヴァンダーヴェル・プロダクツ・リミテッド   | ヴァンウォール   | VW5      | ヴァンウォール 254 2.5L L4 | P      |
| 22      | ホレース・グールド                          | H.H. グールド                              | マセラティ       | 250F     | マセラティ 250F1 2.5L L6   | D      |
| 24      | ヴォルフガング・フォン・トリップス          | スクーデリア・フェラーリ                   | フェラーリ       | 801      | フェラーリ DS50 2.5L V8    | E      |
| 26      | ピーター・コリンズ                          | スクーデリア・フェラーリ                   | フェラーリ       | 801      | フェラーリ DS50 2.5L V8    | E      |
| 28      | マイク・ホーソーン                          | スクーデリア・フェラーリ                   | フェラーリ       | D50A 1   | フェラーリ DS50 2.5L V8    | E      |
| 30      | モーリス・トランティニアン                  | スクーデリア・フェラーリ                   | フェラーリ       | 801      | フェラーリ DS50 2.5L V8    | E      |
| 32      | ファン・マヌエル・ファンジオ                | オフィシーネ・アルフィエリ・マセラティ     | マセラティ       | 250F     | マセラティ 250F1 2.5L L6 2 | P      |
| 34      | ジョルジオ・スカルラッティ ジャン・ベーラ 3 | オフィシーネ・アルフィエリ・マセラティ     | マセラティ       | 250F     | マセラティ 250F1 2.5L L6   | P      |
| 36      | カルロス・メンディテギー                    | オフィシーネ・アルフィエリ・マセラティ     | マセラティ       | 250F     | マセラティ 250F1 2.5L L6   | P      |
| 38      | ハリー・シェル                              | スクーデリア・セントロ・スッド             | マセラティ       | 250F     | マセラティ 250F1 2.5L L6   | P      |
| 40      | ハンス・ヘルマン                            | オフィシーネ・アルフィエリ・マセラティ     | マセラティ       | 250F     | マセラティ 250F1 2.5L L6   | P      |
| 42      | ルイジ・ピオッティ                          | ルイジ・ピオッティ                         | マセラティ       | 250F     | マセラティ 250F1 2.5L L6   | P      |
| 44      | ヨアキム・ボニエ 4                          | ヨアキム・ボニエ                           | マセラティ       | 250F     | マセラティ 250F1 2.5L L6   | P      |
| 46      | ジェリーノ・ジェリーニ 4                    | ジェリーノ・ジェリーニ                     | マセラティ       | 250F     | マセラティ 250F1 2.5L L6   | P      |
| ソース: |                                             |                                            |                  |          |                            |        |

追記
- ^1 - ホーソーンは801を試走させたが、決勝はD50Aを使用した
- ^2 - ファンジオはV12エンジン[5]を搭載した250Fをテストした
- ^3 - 負傷のため欠場
- ^4 - エントリーしたが出場せず

## 結果

### 予選
| 順位    | No. | ドライバー                         | コンストラクター        | タイム | 差     |
| ------- | --- | ---------------------------------- | ----------------------- | ------ | ------ |
| 1       | 32  | ファン・マヌエル・ファンジオ       | マセラティ              | 1:42.7 | —      |
| 2       | 26  | ピーター・コリンズ                 | フェラーリ              | 1:43.3 | + 0.6  |
| 3       | 18  | スターリング・モス                 | ヴァンウォール          | 1:43.6 | + 0.9  |
| 4       | 20  | トニー・ブルックス                 | ヴァンウォール          | 1:44.4 | + 1.7  |
| 5       | 28  | マイク・ホーソーン                 | フェラーリ              | 1:44.6 | + 1.9  |
| 6       | 30  | モーリス・トランティニアン         | フェラーリ              | 1:46.7 | + 4.0  |
| 7       | 36  | カルロス・メンディテギー           | マセラティ              | 1:46.7 | + 4.0  |
| 8       | 38  | ハリー・シェル                     | マセラティ              | 1:47.3 | + 4.6  |
| 9       | 24  | ヴォルフガング・フォン・トリップス | フェラーリ              | 1:47.9 | + 5.2  |
| 10      | 2   | マステン・グレゴリー               | マセラティ              | 1:48.4 | + 5.7  |
| 11      | 6   | ロン・フロックハート               | BRM                     | 1:48.6 | + 5.9  |
| 12      | 22  | ホレース・グールド                 | マセラティ              | 1:48.7 | + 6.0  |
| 13      | 10  | スチュアート・ルイス＝エヴァンズ   | コンノート-アルタ       | 1:49.1 | + 6.4  |
| 14      | 34  | ジョルジオ・スカルラッティ         | マセラティ              | 1:49.2 | + 6.5  |
| 15      | 14  | ジャック・ブラバム                 | クーパー-クライマックス | 1:49.3 | + 6.6  |
| 16      | 12  | アイヴァー・ビューブ               | コンノート-アルタ       | 1:49.4 | + 6.7  |
| 17      | 8   | ロイ・サルヴァドーリ               | BRM                     | 1:49.6 | + 6.9  |
| 18      | 40  | ハンス・ヘルマン                   | マセラティ              | 1:49.9 | + 7.2  |
| 19      | 4   | アンドレ・シモン                   | マセラティ              | 1:51.7 | + 9.0  |
| 20      | 42  | ルイジ・ピオッティ                 | マセラティ              | 1:54.3 | + 11.6 |
| 21      | 16  | レス・レストン                     | クーパー-クライマックス | 1:58.9 | + 16.2 |
| ソース: |     |                                    |                         |        |        |

追記
- 上位16台が決勝進出

### 決勝
| 順位    | No. | ドライバー                                            | コンストラクター        | 周回数 | タイム/リタイア原因 | グリッド | ポイント |
| ------- | --- | ----------------------------------------------------- | ----------------------- | ------ | ------------------- | -------- | -------- |
| 1       | 32  | ファン・マヌエル・ファンジオ                          | マセラティ              | 105    | 3:10:12.8           | 1        | 9 1      |
| 2       | 20  | トニー・ブルックス                                    | ヴァンウォール          | 105    | +25.2               | 4        | 6        |
| 3       | 2   | マステン・グレゴリー                                  | マセラティ              | 103    | +2 Laps             | 10       | 4        |
| 4       | 10  | スチュアート・ルイス＝エヴァンズ                      | コンノート-アルタ       | 102    | +3 Laps             | 13       | 3        |
| 5       | 30  | モーリス・トランティニアン                            | フェラーリ              | 100    | +5 Laps             | 6        | 2        |
| 6       | 14  | ジャック・ブラバム                                    | クーパー-クライマックス | 100    | +5 Laps             | 15       |          |
| Ret     | 24  | ヴォルフガング・フォン・トリップス マイク・ホーソーン | フェラーリ              | 95     | エンジン            | 9        |          |
| Ret     | 34  | ジョルジオ・スカルラッティ ハリー・シェル             | マセラティ              | 64     | オイル漏れ          | 14       |          |
| Ret     | 6   | ロン・フロックハート                                  | BRM                     | 60     | エンジン            | 11       |          |
| Ret     | 36  | カルロス・メンディテギー                              | マセラティ              | 51     | スピンオフ          | 7        |          |
| Ret     | 12  | アイヴァー・ビューブ                                  | コンノート-アルタ       | 47     | 燃料漏れ            | 16       |          |
| Ret     | 38  | ハリー・シェル                                        | マセラティ              | 23     | サスペンション      | 8        |          |
| Ret     | 22  | ホレース・グールド                                    | マセラティ              | 10     | アクシデント        | 12       |          |
| Ret     | 26  | ピーター・コリンズ                                    | フェラーリ              | 4      | アクシデント        | 2        |          |
| Ret     | 18  | スターリング・モス                                    | ヴァンウォール          | 4      | アクシデント        | 3        |          |
| Ret     | 28  | マイク・ホーソーン                                    | フェラーリ              | 4      | アクシデント        | 5        |          |
| DNQ     | 8   | ロイ・サルヴァドーリ                                  | BRM                     |        | 予選不通過          |          |          |
| DNQ     | 40  | ハンス・ヘルマン                                      | マセラティ              |        | 予選不通過          |          |          |
| DNQ     | 4   | アンドレ・シモン                                      | マセラティ              |        | 予選不通過          |          |          |
| DNQ     | 42  | ルイジ・ピオッティ                                    | マセラティ              |        | 予選不通過          |          |          |
| DNQ     | 16  | レス・レストン                                        | クーパー-クライマックス |        | 予選不通過          |          |          |
| ソース: |     |                                                       |                         |        |                     |          |          |

追記
- ^1 – ファステストラップの1点を含む

## 注記
- ラップリーダー:
  - スターリング・モス 4周(1-4)
  - ファン・マヌエル・ファンジオ 101周(5-105)
- 車両共有:
  - 24号車: ヴォルフガング・フォン・トリップス(92周)、マイク・ホーソーン(3周)
  - 34号車: ジョルジオ・スカルラッティ(42周)、ハリー・シェル(22周)
- F1デビュー戦:
  - ドライバー: アイヴァー・ビューブ、マステン・グレゴリー、スチュアート・ルイス＝エヴァンズ
  - エンジン: コヴェントリー・クライマックス
- F1キャリア初:
  - 初入賞及び初表彰台: トニー・ブルックス、マステン・グレゴリー
    - グレゴリーはアメリカ人初の表彰台（インディ500を除く）

  - 初入賞: スチュアート・ルイス＝エヴァンズ
  - 初表彰台: ヴァンウォール

## 第2戦終了時点のランキング
ドライバーズ・チャンピオンシップ
|    | 順位 | ドライバー                   | ポイント |
| -- | ---- | ---------------------------- | -------- |
|    | 1    | ファン・マヌエル・ファンジオ | 17       |
|    | 2    | ジャン・ベーラ               | 6        |
| 14 | 3    | トニー・ブルックス           | 6        |
| 1  | 4    | カルロス・メンディテギー     | 4        |
| 12 | 5    | マステン・グレゴリー         | 4        |

- 注:  トップ5のみ表示。ベスト5戦のみがカウントされる。